# Diogmites neoternatus
Diogmites neoternatus là một loài ruồi trong họ Asilidae. Diogmites neoternatus được Bromley miêu tả năm 1931. Loài này phân bố ở vùng Tân Bắc giới.